# Zwarte koolaardvlo
De zwarte koolaardvlo (Phyllotreta atra) is een keversoort uit de familie van de bladkevers (Chrysomelidae). De wetenschappelijke naam van de soort werd in 1775 gepubliceerd door Johann Christian Fabricius. De soort komt van nature voor in Europa, Azië, het Nabije Oosten en Midden-Oosten.

## Beschrijving
De kever is 1,7-2,6 mm groot met een egale zwarte kleur, die bijna niet glanst. Het voorhoofd en de schedel zijn volledig gepunkteerd. Het gepunkteerde halsschild heeft geen overdwarse indruk. De dekschilden zijn onregelmatig bezet met grove putjes. De tweede en derde geledingen van de antenne zijn rood- tot bruinachtig. De vierde en vijfde geledingen van de antenne zijn bijna even lang. Het voorhoofd en de schedel zijn helemaal gepunkteerd. Het halsschild en de dekschilden zijn onregelmatig grof gepunkteerd. Dankzij een veermechanisme (de "metafemorale veer") in de sterk ontwikkelde dij van de achterste poten kunnen de kevers, typisch voor de meeste aardvlooien wegspringen bij gevaar. Het ovale ei heeft een blauwachtig-witte kleur. De 5 mm lange larve is geelwit met een glimmende zwarte kop, prothorax en mesothorax en een lichtzwart achtereind. Op het lijf zitten veel zwarte vlekken. Aan het achterlijf zit een haak. Het ovale ei is blauwachtig wit.

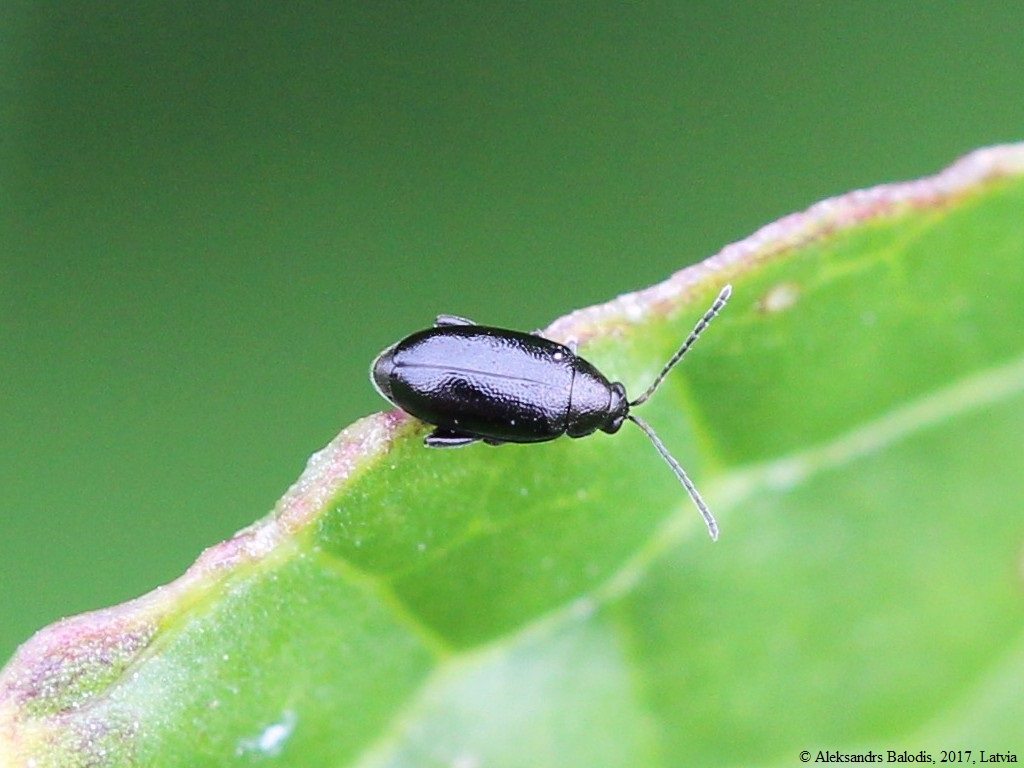
Kever

## Levenscyclus
Er is één generatie kevers per jaar. De kever overwintert onder kluiten aarde, strooisel, bladeren en oogstresten. De kevers komen in maart tevoorschijn. Na de paring leggen de vrouwtjes de eieren in groepjes of afzonderlijk in de grond rond de waardplanten. Na vijf tot veertien dagen komen de eieren uit. De duur is afhankelijk van de regenval en temperatuur. Het larvale stadium duurt drie tot vier weken, waarna de verpopping in de grond plaats vindt. De verpopping duurt ongeveer tien dagen. In augustus komen de nieuwe kevers uit de poppen.

## Waardplanten
Waardplanten zijn soorten uit de kruisbloemenfamilie zoals koolzaad, kool, bloemkool, radijs, witte rammenas, mosterd, Reseda en klimkers. De kevers vreten van de bovenkant van de bladeren en de larven van de wortels.